# Raj Koothrappali
Rajesh Ramayan Koothrappali (hindi: राजेश रामायण कूथ्राप्पाली), detto Raj, è un personaggio della sitcom The Big Bang Theory, interpretato da Kunal Nayyar e doppiato in italiano da Alessio Buccolini.

## Biografia del personaggio
Raj è un astrofisico indiano, nato il 6 ottobre, ha studiato a Cambridge, e lavora presso il Dipartimento di fisica del Caltech, dove ha ottenuto un riconoscimento per una sua pubblicazione sulla fascia di Kuiper. È il miglior amico di Howard Wolowitz. Inizialmente la sua caratteristica principale era il mutismo selettivo che gli impediva di parlare con le donne, questo infatti lo spingeva a parlare all'orecchio di Howard per far sì che l'amico intermediasse per lui, in altre occasioni, invece cercava di arginare l'ostacolo sotto l'effetto di alcolici o di farmaci sperimentali, ma nel finale della sesta stagione il problema viene superato in seguito ad una delusione d'amore. Talvolta imbastisce, inconsapevolmente, battute con doppi sensi involontari omosessuali che più d'una volta stupiscono i presenti.
Non è un amante della cucina indiana, non sembra un buon conoscitore della cultura e della storia del suo Paese e, in generale, non mostra particolare apprezzamento verso il suo luogo d'origine. Ciononostante, accusa spesso gli altri di essere razzisti nei confronti degli indiani e di non essere rispettosi del terzo mondo.
I suoi genitori, con cui parla spesso via videochat, sono ricchissimi, in quanto suo padre è un importante ginecologo, posseggono un'automobile Bentley ed abitano in una casa lussuosa con dei servitori; essi non apprezzano la sua professione di astrofisico perché non abbastanza lucrativa e tentano sempre di sistemarlo con delle ragazze indiane, cosa che Raj chiederà loro in un paio di occasioni perché stanco di essere l'unico single del gruppo.
Raj è cresciuto in una casa molto grande e lussuosa con diversi servitori e ha frequentato scuole private, per poi trasferirsi a Cambridge. Aveva un varano domestico, prima che suo fratello Adoot lo facesse scappare. Ha tre fratelli e due sorelle, di cui una, Priya, compare nella serie ed è stata temporaneamente fidanzata con Leonard Hofstadter.
Nel corso della serie dimostra di avere una sessualità molto ambigua, oltre ad avere un rapporto decisamente strano con il suo amico Howard, che spesso sfocia nel ridicolo. Sovente mostra comportamenti molto effeminati, come travestirsi da personaggi femminili o manifestare interesse per argomenti ed utilizzare oggetti poco usati dal genere maschile. Nonostante questo, rispetto ai tre amici è quello che, nel corso della serie, ha avuto il maggior numero di relazioni sessuali, anche se brevi e mai sviluppatesi.
È una persona molto gentile e ama organizzare delle "cene con delitto", passione però non condivisa dai suoi amici, i quali partecipano sempre con poca voglia a queste sue iniziative. È un grande appassionato di cricket, adora i film sentimentali e la sua attrice preferita è Sandra Bullock. Non sopporta il supereroe Aquaman, ma nonostante ciò ne parla spesso e molte volte indossa il suo costume a Carnevale o ad Halloween.
Nella decima stagione, dopo che gli fanno notare quanto sia viziato, decide di rinunciare ai continui soldi che il padre gli manda e così, costretto a ridimensionare il suo stile di vita, deve cambiare casa e si ritrova a vivere temporaneamente da Leonard e Penny in quella che fu la stanza di Sheldon, fino a quando riesce a trovare un nuovo posto tutto suo.

## Caratterizzazione
Durante la seconda stagione la madre di Leonard, Beverly Hofstadter, accenna ad una presunta attrazione omosessuale tra lui e Howard Wolowitz, a causa della forte amicizia tra i due, unita all'incapacità di entrambi di avere confidenza con le donne. Nel proseguimento della serie, in particolare dopo il fidanzamento tra Howard e Bernadette (terza stagione), i riferimenti alla presunta omosessualità di Raj iniziano a diventare sempre più numerosi ed espliciti. Infatti Raj, oltre a pronunciare molti doppi sensi a carattere sessuale (spesso riferiti ad Howard) inizia a manifestare gusti tipicamente femminili nel campo della musica, cinema o abbigliamento, sebbene continui a proclamarsi eterosessuale o al massimo metrosessuale. Ha ammesso più volte che lui e Howard hanno avuto un ménage à trois a un Comic-Con, insieme a una ragazza eccessivamente obesa travestita da Sailor Moon.
Ha una cagnolina yorkshire di nome Cannella, regalatagli da Howard e Bernadette, che Raj tende a trattare come se fosse una compagna, viziandola eccessivamente.
Nella decima stagione Raj viene scelto come padrino della figlia di Howard e Bernadette, Halley.

### Rapporti con le ragazze
Raj ha sempre avuto un debole per Penny, ma a causa dei suoi problemi di mutismo selettivo non è mai riuscito ad avere un dialogo con lei, se non da ubriaco. Al termine della quarta stagione, a causa di una sbronza, lui e Penny finiscono a letto assieme. Tuttavia, nel primo episodio della quinta stagione, si scopre che i due non hanno consumato un vero rapporto sessuale, in quanto Raj ha raggiunto l'orgasmo mentre Penny tentava di infilargli il preservativo.
Inoltre, ha anche dimostrato un interesse verso Bernadette, nonostante sia la fidanzata di Howard, arrivando addirittura a cercarne o desiderarne la separazione.
Nella sesta stagione Raj inizia a frequentare Lucy, una ragazza terrorizzata dalle persone. Inizialmente Raj credeva che il suo disagio sociale fosse una buona base per costruire un rapporto, ma la loro storia termina quando Lucy si rifiuta di conoscere i suoi amici, facendo capire a Raj che i due non hanno nessun futuro. Questa forte delusione fa però superare al ragazzo il mutismo selettivo.
Nella settima stagione conosce online una ragazza, Emily Sweeney, con cui parte con il piede sbagliato, salvo poi iniziare ad uscirci più e più volte, così i due diventano una coppia stabile. La relazione con Emily aiuterà Raj a maturare molto, spingendolo ad affrontare le sue paure e le sue insicurezze, ma nella nona stagione, dopo essersi invaghito di un'aspirante sceneggiatrice di nome Claire, nonostante lei non abbia alcun interesse per lui se non professionale, il ragazzo trova il coraggio di mollare Emily, come aveva intenzione di fare da un po' di tempo, ma si ritroverà rifiutato da entrambe, tornando ad essere solo, depresso e disperato. Sorprendentemente per tutto il gruppo, Raj si rimette con Emily, ma esce contemporaneamente anche con Claire, fino a che quest'ultima scopre il tutto.
Nel quinto episodio della decima stagione Raj rivela di essere di nuovo single. Inoltre suo padre gli fa notare che se continuerà a farsi pagare qualunque cosa da lui non diventerà mai interessante agli occhi di una donna e così decide di non accettare più i suoi soldi, facendosi aiutare da Sheldon a gestire le sue finanze.
Nell'undicesima stagione inizia a frequentare Ruchi, una collega di Bernadette, indiana come lui, ma la loro relazione è basata principalmente sul sesso, nonostante lui non sia totalmente d'accordo. Verrà scaricato anche da questa ragazza quando cercherà inutilmente di convincerla che la loro era una relazione sentimentale.
Nella dodicesima stagione, stufo di essere l'unico del suo gruppo di amici ancora single, chiede aiuto a suo padre per trovare una moglie indiana e così conosce Anu, una donna bella e un po' maschiaccio. Nonostante abbiano due personalità diverse, i due si fidanzano. Quando il ragazzo ammette di non fidarsi di lei perché la conosce appena, rompono il fidanzamento, ma decidono di ricominciare da zero dato che Raj si rende conto di tenere a lei, per poi lasciarsi definitivamente quando lei si trasferisce in Inghilterra per lavoro. In un primo momento, Raj era intenzionato a raggiungerla e farle la proposta di matrimonio, ma grazie all'intervento di Howard, si rende conto che non sarebbe giusto stare insieme ad una donna con cui non ha niente in comune per non rimanere solo e non parte più, dimostrando così una grande maturità emotiva.